# Ludwig Levy-Lenz
Ludwig Levy-Lenz est un chirurgien allemand et sexologue employé de l'Institut de sexologie de Berlin dans les années 1920. Il réalise la première vaginoplastie de l'Institut.

## Biographie
Ludwig Levy-Lenz naît à Poznań en 1889. Il étudie la médecine à Heidelberg, Munich et Wrocław puis retourne exercer comme médecin dans sa ville natale. Pendant la première guerre mondiale, il se spécialise dans la chirurgie réparatrice des gueules cassées et ouvre un bordel militaire où il est responsable de la santé des employées.
Après la guerre, il s'installe à Berlin.

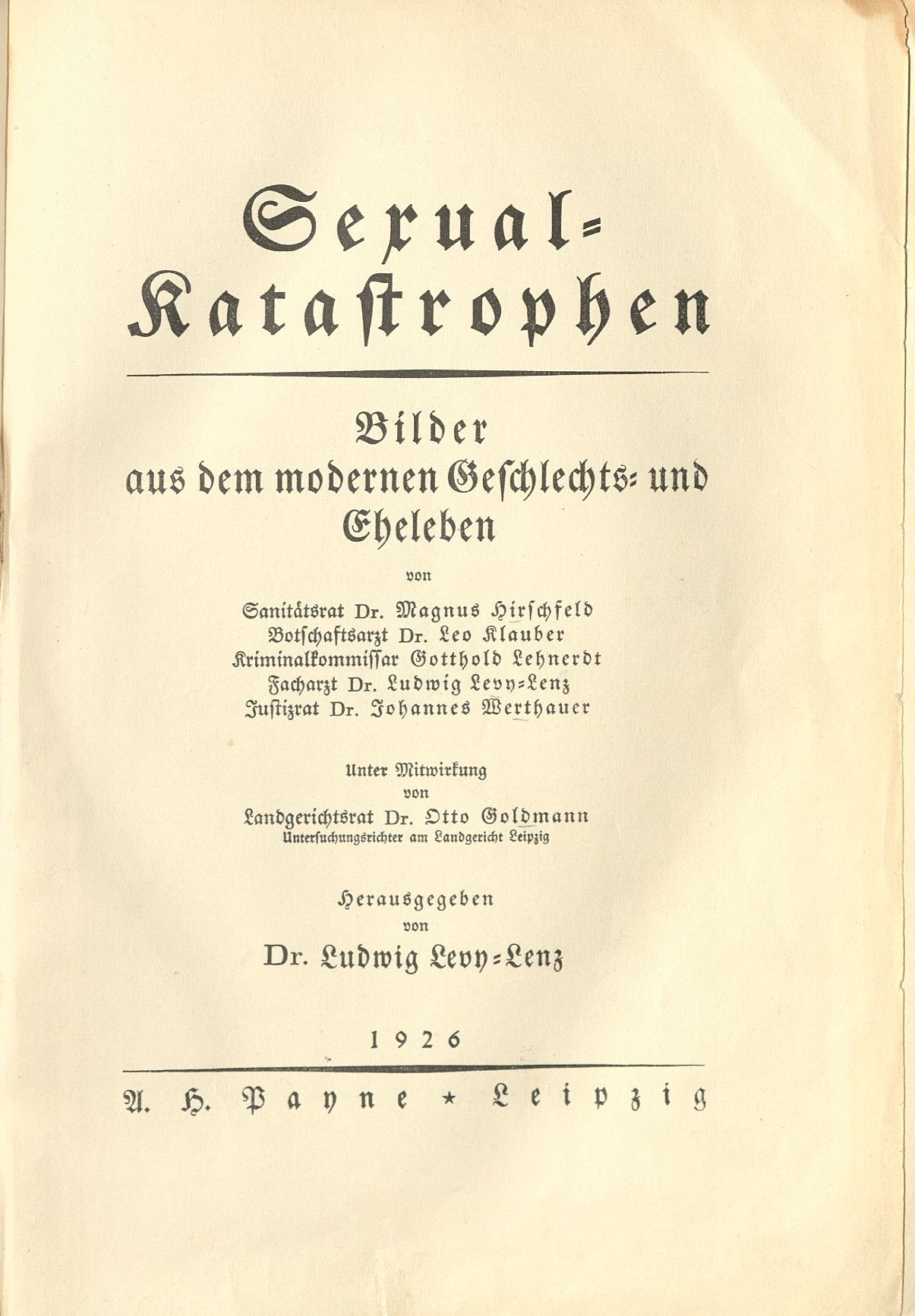
Couverture du livre Sexual-Katastrophen de Levy-Lenz, publié en 1926.

En 1924, Ludwig Levy-Lenz publie un article à l'occasion d'une grève des médecins à Berlin, les accusant de mettre leur rémunération au-dessus de leur devoir de soignants. Après la grève, Levy-Lenz, rejeté par ses confrères, se dédie à la chirurgie esthétique et sexuelle. Il commence alors à travailler avec Magnus Hirschfeld, qu'il considère comme son ami et mentor.
De 1925 à 1933, Levy-Lenz est à la tête du département de gynécologie de l'Institut de sexologie. Il y est conseiller en sexualité et publie plusieurs articles de recherche sur l'avortement. En 1926, il tient des conférences publiques pour enseigner aux femmes à interrompre une grossesse non désirée et est attaqué par des confrères conservateurs. Il se défend en affirmant que son travail de médecin et son engagement de conférencier sont deux carrières distinctes et que ses conférences ne relèvent donc pas de l'exercice de la médecine.
À partir de 1929, Levy-Lenz publie le journal scientifique de l'Institut de sexologie Die Ehe (« le mariage »). Il y parle de libertinage et fournit des conseils de santé sexuelle. En mars 1929, après qu'il a publié un autre pamphlet accusant ses confrères généralistes berlinois d'être parfaitement incompétents pour diagnostiquer des maladies, Carl Heilbronn appelle ses confrères à le recommander à tous les patients dont ils souhaitent se débarrasser et à leur promettre qu'il signera tout certificat de maladie sans les examiner. Levy-Lenz menace de porter plainte contre l'association des médecins berlinois et de demander un dédommagement, et l'association se désolidarise des propos de Heilbronn.
Lors de son mandat de chirurgien à l'Institut de sexologie, il réalise des chirurgies de réattribution sexuelle d'homme vers femme et de féminisation faciale pour les femmes trans et des chirurgies de masculinisation faciale, mastectomies, hystérectomies et ovariectomies pour les hommes trans. Il opère notamment Dora Richter et Lili Elbe.
Il dirige en parallèle une clinique spécialisée dans les dysfonctions sexuelles à Berlin. Son cabinet de chirurgie esthétique à Berlin-Charlottenbourg est l'un des plus prisés d'Allemagne. En 1930, il publie avec d'autres auteurs le livre Die Schwangerschaftsunterbrechung (« L'Avortement »), qui explique comment avorter de façon sécurisée. Il est alors remarqué par le parti national-socialiste, qui commence à le présenter comme un « Juif sexuel » dès 1933.
Après la destruction de l'Institut de sexologie le 6 mai 1933, il fuit l'Allemagne pour Paris. Ses ouvrages sont détruits lors de l'autodafé de l'Institut de sexologie. La même année, il se marie pour la troisième et dernière fois, à Marya Goldwasser. 
Levy-Lenz revient en Allemagne en 1935, entendant dire que l'anti-sémitisme d'État s'est calmé à l'occasion des Jeux olympiques d'été de 1936. Il ouvre une clinique de chirurgie esthétique dans la rue Kurfürstendamm. L'année suivante, le couple se rend au Caire en raison de la reprise des persécutions. La « Villa Heidelberg », sa clinique de chirurgie plastiuqe, devient une clinique très prisée ainsi qu'un lieu de rencontre pour les juifs germanophones en exil.
Il subit une déchéance de nationalité allemande en 1939. Il continue à exercer jusqu'aux années 1950 au Caire ; après la guerre, il exerce à Baden-Baden l'été et au Caire l'hiver,.

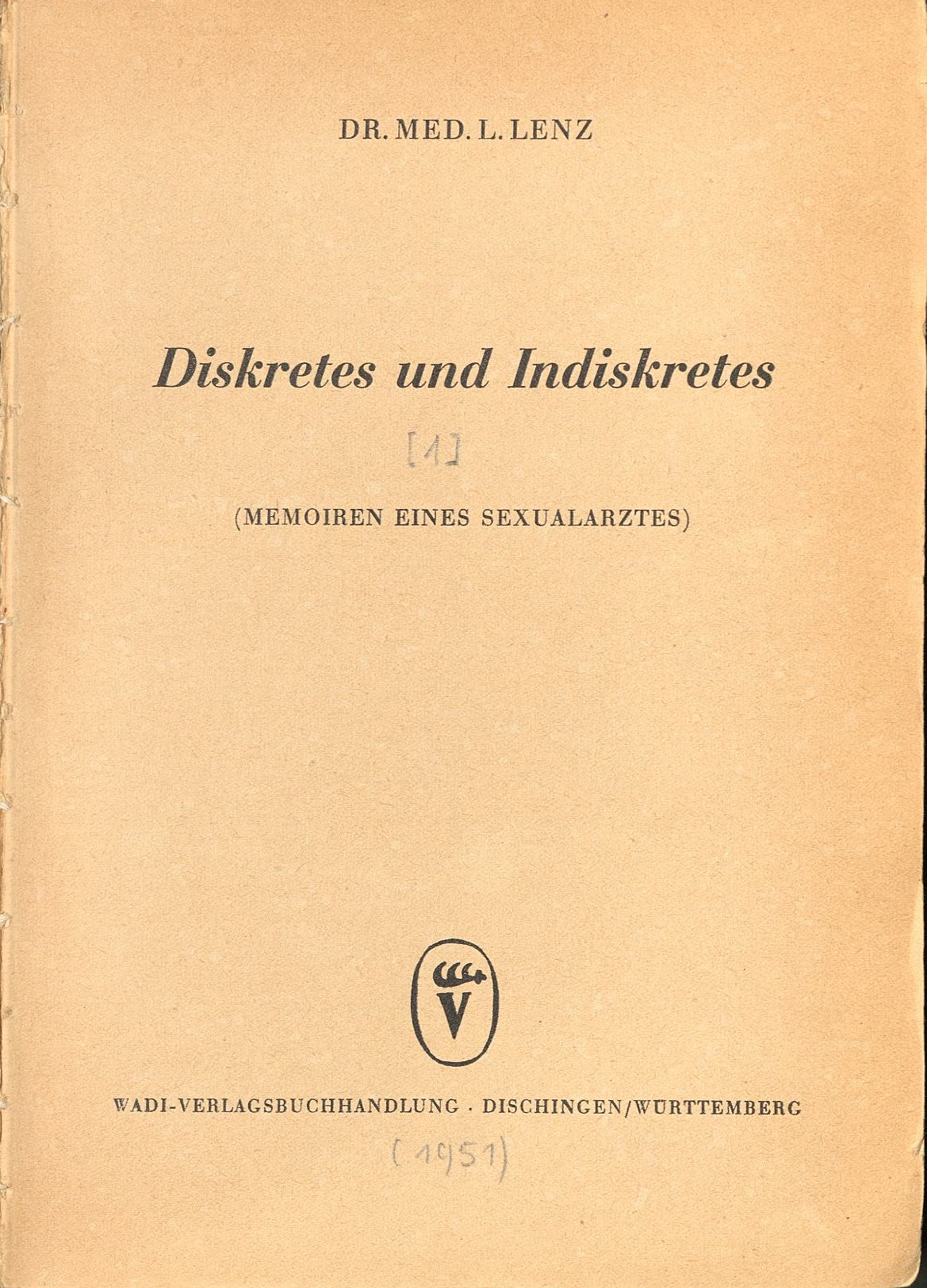
Les mémoires de Levy-Lenz publiées en 1951,

Dès la fin de la guerre, il œuvre à redorer l'image de Magnus Hirschfeld. En 1951, il publie ses mémoires, Diskretes und Indiskretes: Memoiren eines Sexualarztes (« Le discret et l'indiscret : mémoires d'un sexologue »), et consacre plusieurs paragraphes à l'éloge de Hirschfeld.
Il meurt dans un hôpital de Munich le 30 octobre 1966. Sa tombe est retrouvée au printemps 2020 au cimetière juif de Munich.